# سیارک ۱۰۶۵۴
سیارک ۱۰۶۵۴ (به انگلیسی: 10654 Bontekoe، نامگذاری:6673P-L) ده هزار و ششصد و پنجاه و چهارمین سیارک کشف شده‌است که در ۲۴ سپتامبر ۱۹۶۰ کشف شد.